# جبال إفريقيا

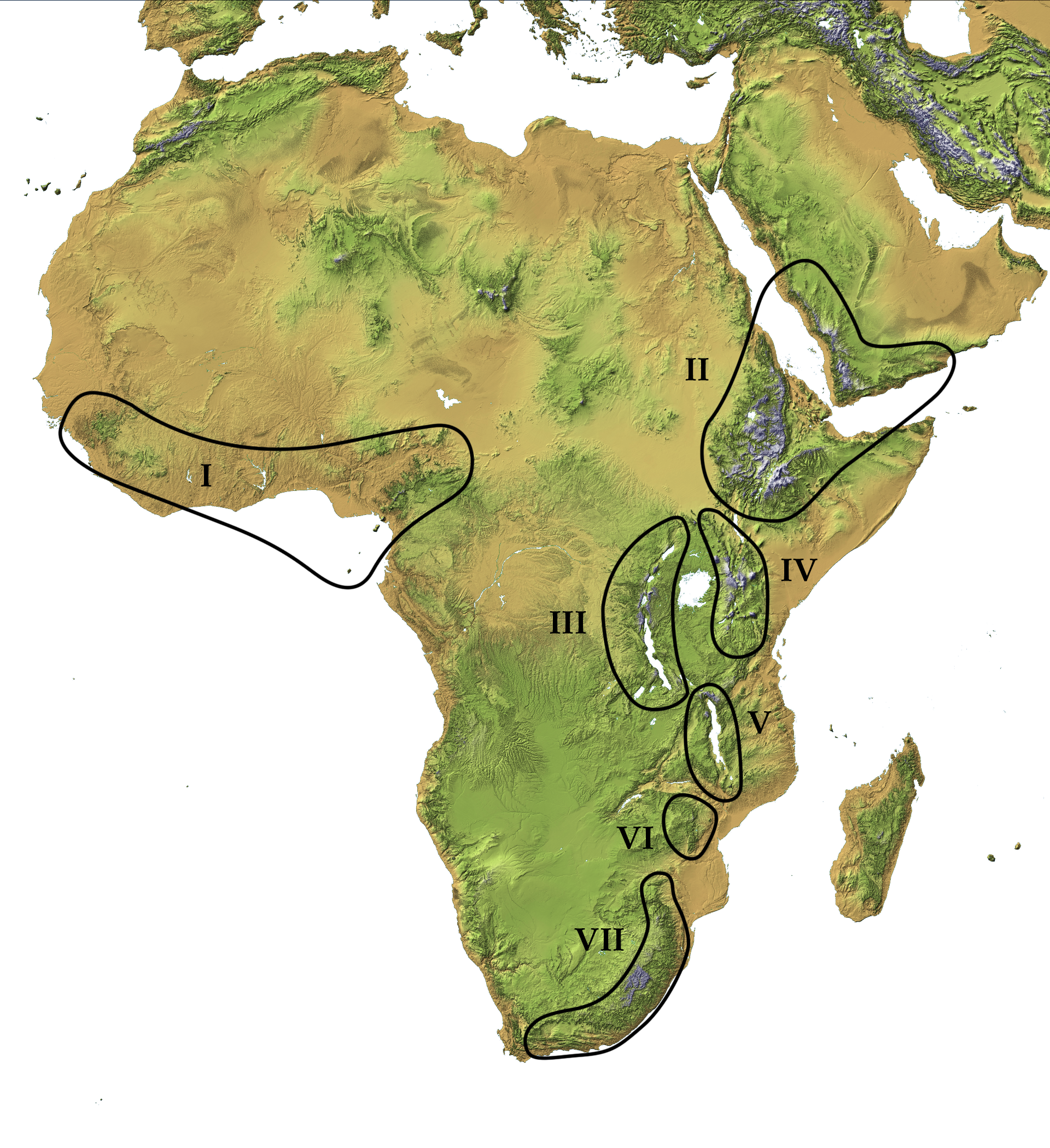
مناطق جبال إفريقيا. I. غرب أفريقيا ومرتفعات الكاميرون، II. المرتفعات الإثيوبية والعربية ، III. الصدع الغربي (ألبرتين)، IV. الصدع الشرقي. V. الصدع الجنوبي ،VI. المرتفعات الشرقية ، VII. دراكينسبرغ

جبال إفريقيا هو إقليم فرعي من الإقليم المداري الإفريقي، وهو واحد من العوالم الجغرافية الثمانية للأرض، والتي تغطي الأنواع النباتية والحيوانية الموجودة في جبال إفريقيا وجنوب شبه الجزيرة العربية. مناطق جبال العفر في إفريقيا متقطعة، مفصولة عن بعضها البعض بالمناطق المنخفضة، ويشار إليها أحيانًا باسم أرخبيل جبال إفريقيا، حيث أن توزيعها مماثل لسلسلة جزر السماء.